# Vedrina
Vedrina (Bulgaars: Ведрина) is een dorp in de Bulgaarse gemeente Dobritsjka, oblast Dobritsj. Het dorp ligt hemelsbreed 14 km ten zuidwesten van de regionale hoofdstad Dobritsj en 363 km ten noordoosten van Sofia.

## Bevolking
Op 31 december 2020 telde het dorp Vedrina 543 inwoners. Het aantal inwoners vertoont al jaren een dalende trend: in 1946 woonden er nog 1.956 inwoners in het dorp.
|  |

In het dorp leven etnische Bulgaren en Turken. In februari 2011 identificeerden 337 van de 535 ondervraagden zichzelf als “Bulgaren”, terwijl 190 personen zichzelf etnische “Turken” noemden. 
| Etnische samenstelling van de respondenten (2011) | Etnische samenstelling van de respondenten (2011) | Etnische samenstelling van de respondenten (2011) | Etnische samenstelling van de respondenten (2011) | Etnische samenstelling van de respondenten (2011) |
| ------------------------------------------------- | ------------------------------------------------- | ------------------------------------------------- | ------------------------------------------------- | ------------------------------------------------- |
|                                                   |                                                   |                                                   |                                                   |                                                   |
| Bulgaren                                          | Bulgaren                                          |                                                   | 63,0%                                             | 63,0%                                             |
| Turken                                            | Turken                                            |                                                   | 35,5%                                             | 35,5%                                             |
| Roma                                              | Roma                                              |                                                   | 0,6%                                              | 0,6%                                              |
| Anders/Onbekend                                   | Anders/Onbekend                                   |                                                   | 0,9%                                              | 0,9%                                              |